# Булгарське городище
Булгарське городище (рос. Булгар, чув. Пăлхар, тат. Болгар) — місто Волзько-Камської Булгарії, пізніше — одне з найбільших міст Булгарського улусу Золотої Орди. Городище біля сучасного міста Болгар у Татарстані.
Місто було засноване волзькими булгарами у X столітті й було столицею Волзької Булгарії з перервами з X до XV століть, разом з Біляром та Нур-Суваром. Булгар розташовувався на березі річки Волга, приблизно 30 км від злиття її з річкою Кама, на відстані 130 км від сучасної Казані.
У 1361 Булгар зруйнований золотоординським еміром Булат-Тимуром. Пізніше відновлений, але вже в 1431 знову піддався руйнації, коли місто оточили війська московського воєводи Федора Пестрого. Після цього місто було залишене місцевими мешканцями й з того часу не відновлювалося.
У 2014 році на 38-й сесії UNESCO включений до списку Світової спадщини.